# Comuna de Czerwionka-Leszczyny
Czerwionka-Leszczyny (polaco: Gmina Czerwionka-Leszczyny) é uma gminy (comuna) na Polónia, na voivodia de Santa Cruz e no condado de Rybnicki.
De acordo com os censos de 2004, a comuna tem 41 068 habitantes, com uma densidade 355,1 hab/km².

## Área
Estende-se por uma área de 115,65 km², incluindo:
- área agricola: 48%
- área florestal: 41%

## Demografia
Dados de 30 de Junho 2004:
|                      | Total   | Total | Mulheres | Mulheres | Homens  | Homens |
| -------------------- | ------- | ----- | -------- | -------- | ------- | ------ |
|                      | pessoas | %     | pessoas  | %        | pessoas | %      |
| População            | 41 068  | 100   | 20 762   | 50,6     | 20 306  | 49,4   |
| Densidade (pop./km²) | 355,1   | 100   | 179,5    | 179,5    | 175,6   | 175,6  |

De acordo com dados de 2002, o rendimento médio per capita ascendia a 1 196,86 zł.